# Hydraena innuda
Hydraena innuda är en skalbaggsart som beskrevs av Perkins 2007. Hydraena innuda ingår i släktet Hydraena och familjen vattenbrynsbaggar. Inga underarter finns listade i Catalogue of Life.